# Нишка операция (1944)
Вижте пояснителната страница за други значения на Нишка операция.
Нишката операция е настъпателна операция, организирана и проведена от 2-ра българска армия, подпомогната от части на 13-и корпус на НОВЮ и 3-ти украински фронт в периода 8 – 14 октомври 1944 г., със задача настъпление по направлението София – Ниш, разгромяване на германските войски, овладяване на района на Ниш и прекъсване на пътищата на оттеглящите се германски войски от Гърция и Егейските острови.
Втора българска армия, под командването на генерал-майор Кирил Станчев, във взаимодействие с XIII корпус от т.нар. Югославска народоосвободителна армия и IX авиационен корпус на Червената армия настъпва в полосата с граници: от север – Кална, Варош, Алексинац и от юг – Брезник, Видрар, Сурдулица с цел да унищожи противника и да овладее Ниш. Отсреща е разположена 7-а СС доброволческа планинска дивизия Принц Ойген, водила до момента серия победоносни боеве срещу югославски партизани и немското бойно училище в Ниш. В състава на българската армия влизат 4-та пехотна дивизия (7-и, 8-и, 19-и пехотни полкове, 5-и дивизионен артилерийски полк), 6-а пехотна дивизия (1-ви пехотен попълващ полк, 15-и, 35-и пехотни полкове, 2-ри дивизионен артилерийски полк), 9-а пехотна дивизия (4-ти, 25-и, 34-ти пехотни полкове, 9-и дивизионен артилерийски полк), 12-а пехотна дивизия (31-ви, 32-ри, 46-и пехотни полкове, 12-и дивизионен артилерийски полк), Бронираната бригада (с моторизирания, бронирания и артилерийския полк), 2-ра конна дивизия (4-ти, 5-и, 8-и, 10-и конни полкове, 2-ри преносим полк), 1-ва гвардейска пехотна дивизия (1-ви, 2-ри, 3-ти гвардейски полкове), 4-та пехотна гранична бригада. Армията разполага с 91 158 души, 32 400 коня, 760 оръдия и минохвъргачки и 91 танка. Германските войски наброяват около 21 500 души от 13 пехотни батальона, разполагащи със 154 оръдия, 164 минохвъргачки, 38 танка и 18 самолета. Те се намират в трудно проходим и удобен за отбрана планински район. Задачата им е да прикрият отстъплението на 300 000 германски войници от състава на група армии „Е“.
Настъплението на 2-ра армия започва на 8 октомври след масирана артилерийска подготовка и авиационни бомбардировки. Българските войски нанасят основния удар по направление Власотинци-долината на река Българска Морава и спомагателен – Станянци-Свърлиг-Ниш. На 10 октомври Бронираната бригада извършва пробив в отбраната на противника и го принуждава да се оттегли западно от река Българска Морава. На 12 и 13 октомври българските войски продължават преследването. На 14 октомври части на 6-а пехотна дивизия, с помощта на внезапен удар от юг на Бронираната бригада овладяват Ниш и напълно разгромяват частите на Вермахта.
Операцията има както стратегически – овладян е важният пътен възел Ниш, така и политически – отечественофронтовска България доказва решимостта си да воюва срещу Нацистка Германия.

## Загуби
Загубите на германците възлизат на 5200 убити и ранени, 3850 пленени, като са унищожени и повредени 540 моторни коли, 48 зенитни оръдия и 4 влакови композиции, 25 минохвъргачки, 4300 пушки, 100 картечници и друга техника и материали, взети са 22 оръдия, 4 танка, 45 зенитни оръдия, 420 картечници, 1100 моторни коли, 1200 вагона, много каруци и коне.
Загубите на българските войски в лицето на 2-ра армия са 1665 убити, ранени и изчезнали.